# Wong Nai Chung Reservoir
Wong Nai Chung Reservoir (kinesiska: 黃泥涌水塘) är en reservoar i Hongkong (Kina). Den ligger i den centrala delen av Hongkong. Wong Nai Chung Reservoir ligger 250 meter över havet. I omgivningarna runt Wong Nai Chung Reservoir växer i huvudsak städsegrön lövskog.